# St. Sebastian (Schlatt)

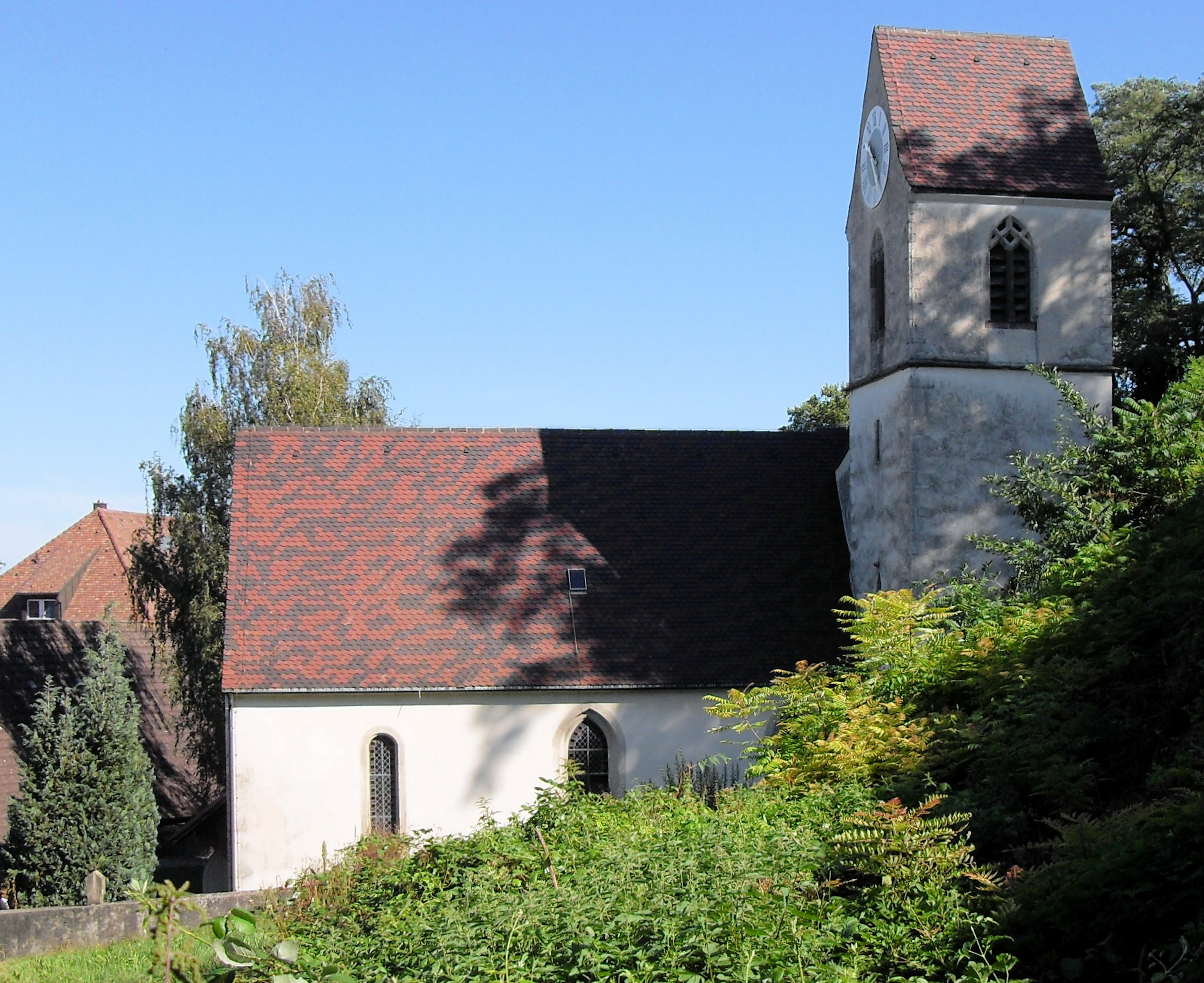
St. Sebastian von Süden

St. Sebastian ist die katholische Pfarrkirche des Dorfes Schlatt, heute Ortsteil von Bad Krozingen im Breisgau. Die Pfarrgemeinde gehört zur Seelsorgeeinheit Bad Krozingen–Hartheim im Dekanat Breisach-Neuenburg der Erzdiözese Freiburg.

## Geschichte

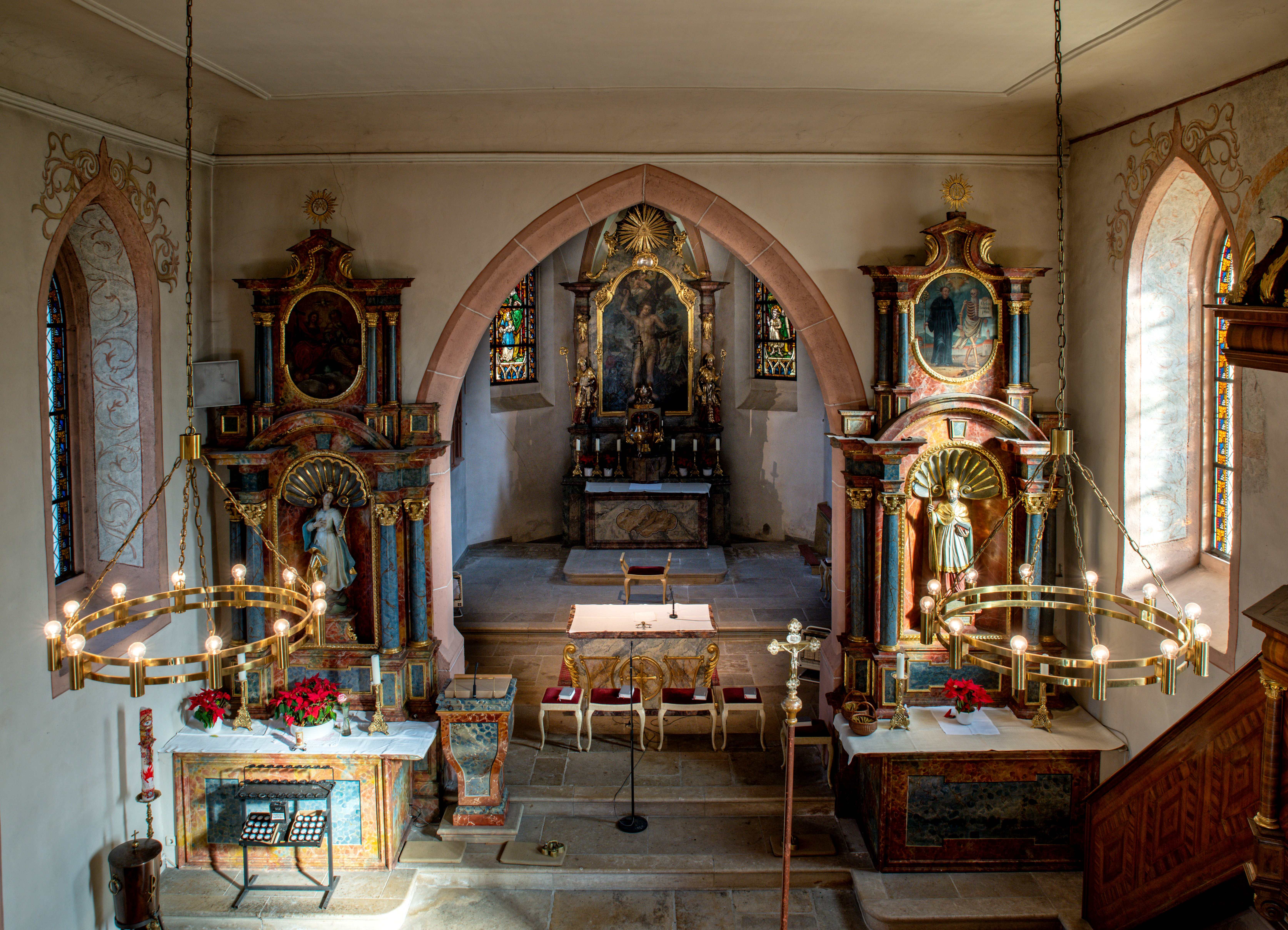
Blick in den Chorraum

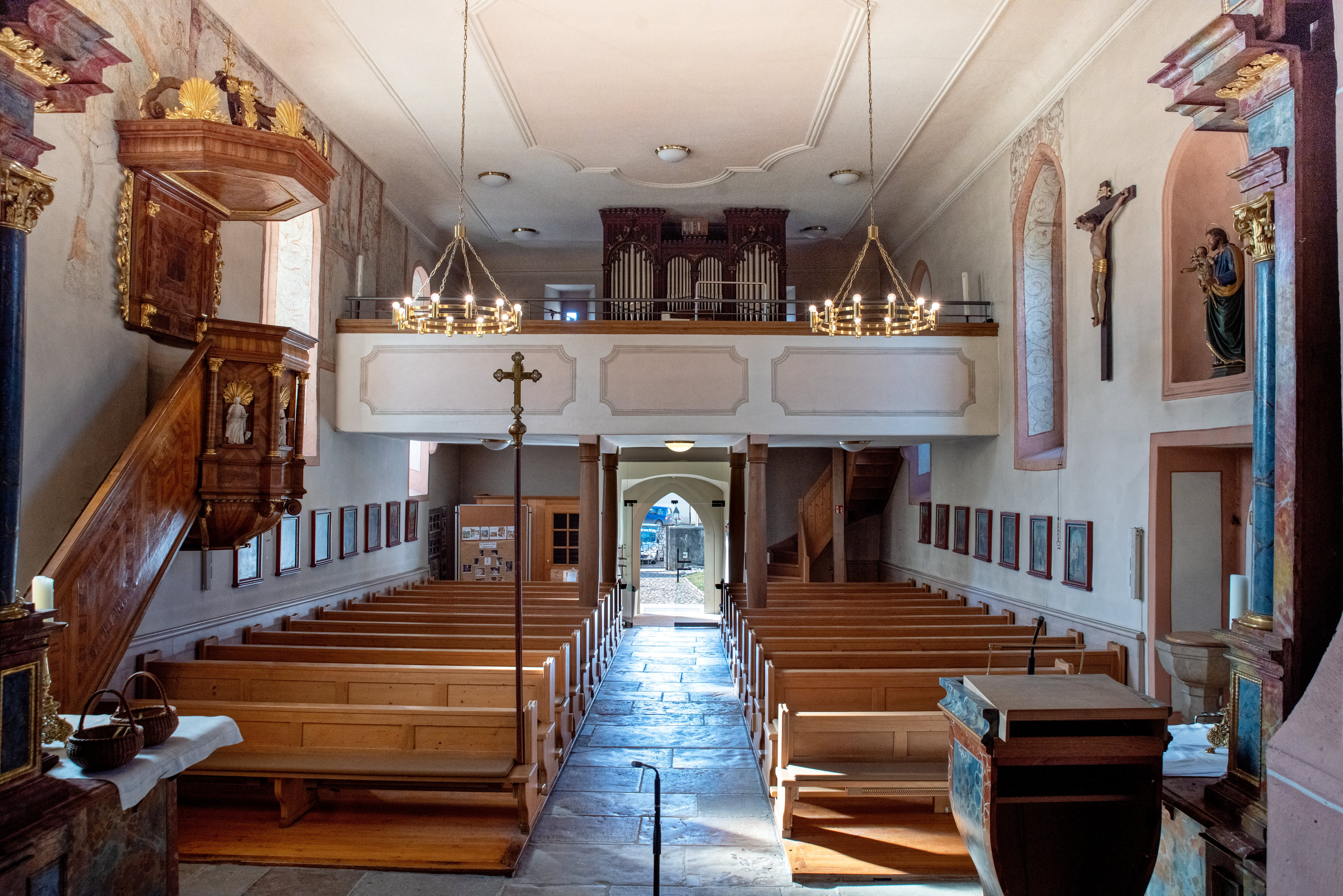
Blick zur Empore mit der Orgel

Wichtig für die Geschichte der Kirche ist eine als heilkräftig angesehene, heute ummauerte Quelle. Neben ihr wurde einerseits ein 1271 erstmals erwähntes Kloster des Ritterordens der Lazariten mit einem Leprosenhaus errichtet („fratres ordinis s. Lazari in Slatte“), andererseits die 1275 erstmals erwähnte Kirche. Ursprünglich war sie dem heiligen Apollinaris von Ravenna geweiht, erst später dem heiligen Sebastian. Auch der heilige Fridolin von Säckingen wurde seit jeher in Schlatt verehrt. Er soll hier gepredigt haben. Der Ortsadel, die Herren von Staufen, schenkte die Kirche den Lazariten. Diese verkauften ihr Haus 1362 an die Johanniter in Freiburg im Breisgau. Aus der Verkaufsurkunde geht hervor, dass die Lazaritenniederlassung ein Doppelkloster für Männer und Frauen war. Bei den Freiburger Johannitern und ihren Nachfolgern, den Heitersheimer Maltesern, blieb die Kirche bis zur Säkularisation 1806. Das Ordenshaus der Lazariten ist verschwunden; doch trug ein Nachfolgebau noch lange den Namen „Lazarusbad“.
Die historische Bedeutung der Quelle geht aus überliefertem Brauchtum hervor: „Früher wurden alle Schlatter Kinder, wohl bald nach der Taufe, in diese Quelle getaucht und dann zum Apollinaris-Altar getragen und dort dem Heiligen geweiht, indem man sie auf den Altar hob. Ende des 18. Jahrhunderts wurde ein Bauer von der Heitersheimer Regierung bestraft, weil er sein Kind nicht dem hl. Apollinaris ‚zutragen‘ wollte.“
Älteste Teile der Kirche, aus der Lazaritenzeit, sind die Untergeschosse des Turms und die Chorbogenwand. Der Chor, die Sakristei und das Glockengeschoss des Turms stammen wohl aus dem 15. Jahrhundert. Das Schiff ist, folgt man einer am mittleren Fenster der Nordseite eingemeißelten Jahreszahl, größtenteils 1546 entstanden. Es wurde gemäß einer ehemals über dem Westportal sichtbaren Jahreszahl 1603 nach Westen verlängert. Dabei wurde auch die Orgelempore vergrößert, was im 19. Jahrhundert noch einmal geschah, so dass sie einen etwas überdimensionierten Eindruck erweckt. 1969 und 1991 wurde die Kirche renoviert.

## Gebäude

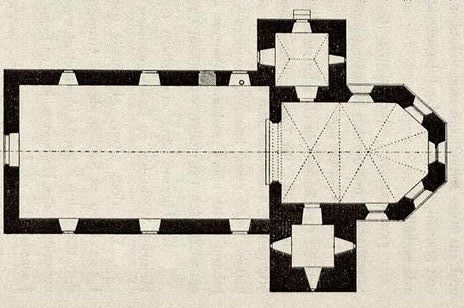
Grundriss, ohne Einzeichnung der Empore

Die Kirche steht, umgeben vom ehemaligen Friedhof, dessen Ummauerung teilweise erhalten ist, etwas versteckt am Südostrand des Dorfs, am Fuß eines Hügels, „Schlatter Berg“ oder „Lazaritenberg“ genannt, am Ostende der Lazaritenstraße. Im Norden entspringt die „Lazarusquelle“, deren Wasser als „Schlatter Bächle“ nach Westen fließt. Der schlichte Putzbau wird durch ein spitzbogiges Portal im Westen betreten. Ein Portal in der Nordwand ist vermauert. Das flach gedeckte Langhaus erhellen jederseits zwei spitzbogige und, in der Westverlängerung, ein rundbogiges Fenster. Ein spitzbogiger Triumphbogen führt in den dreiseitig geschlossenen, kreuzrippengewölbten Chor mit Spitzbogenfenstern. Nur das Fenster im Chorhaupt besitzt Maßwerk. Nördlich ist an den Chor eine Sakristei, südlich ein dreigeschossiger Turm angebaut. Der Turm aus dem 13./14. Jahrhundert trägt ein Satteldach. Die Wände der beiden unteren Geschosse sind unten von schießschartenartigen, die Wände im Glockengeschoss von großen spitzbogigen Maßwerkfenstern durchbrochen.

## Ausstattung
Zur ältesten Ausstattung, vor 1600, gehören an der nördlichen Chorwand ein Sakramentshaus mit Blendmaßwerk, an der südlichen Chorwand, ebenfalls mit Blendmaßwerk, eine große rechteckige Nische, deren ursprüngliche Bedeutung unklar ist, heute für ein Heiliges Grab genutzt, sowie Reste von Wandmalereien, darunter Ranken an den Fenstern, ein Heiligenkopf mit der Schrift „bastianus“, also ein heiliger Sebastian, eine Kreuzigung und eine Krönung Mariens. Über der Nische an der südlichen Chorwand sind die Wappen der Johanniter, der Herren von Staufen und der Herren von Tübingen-Lichteneck angebracht.

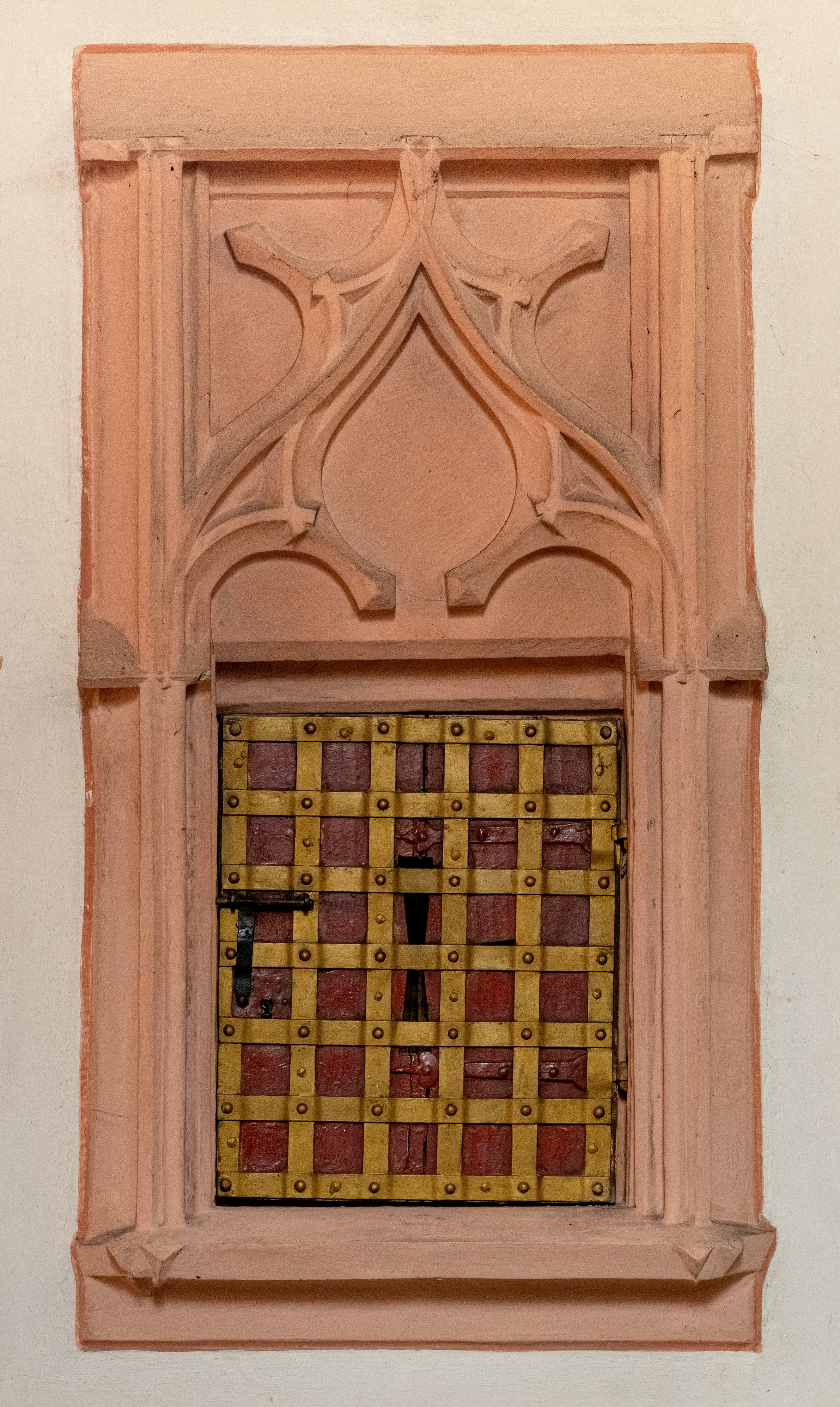
Das Sakramentshaus
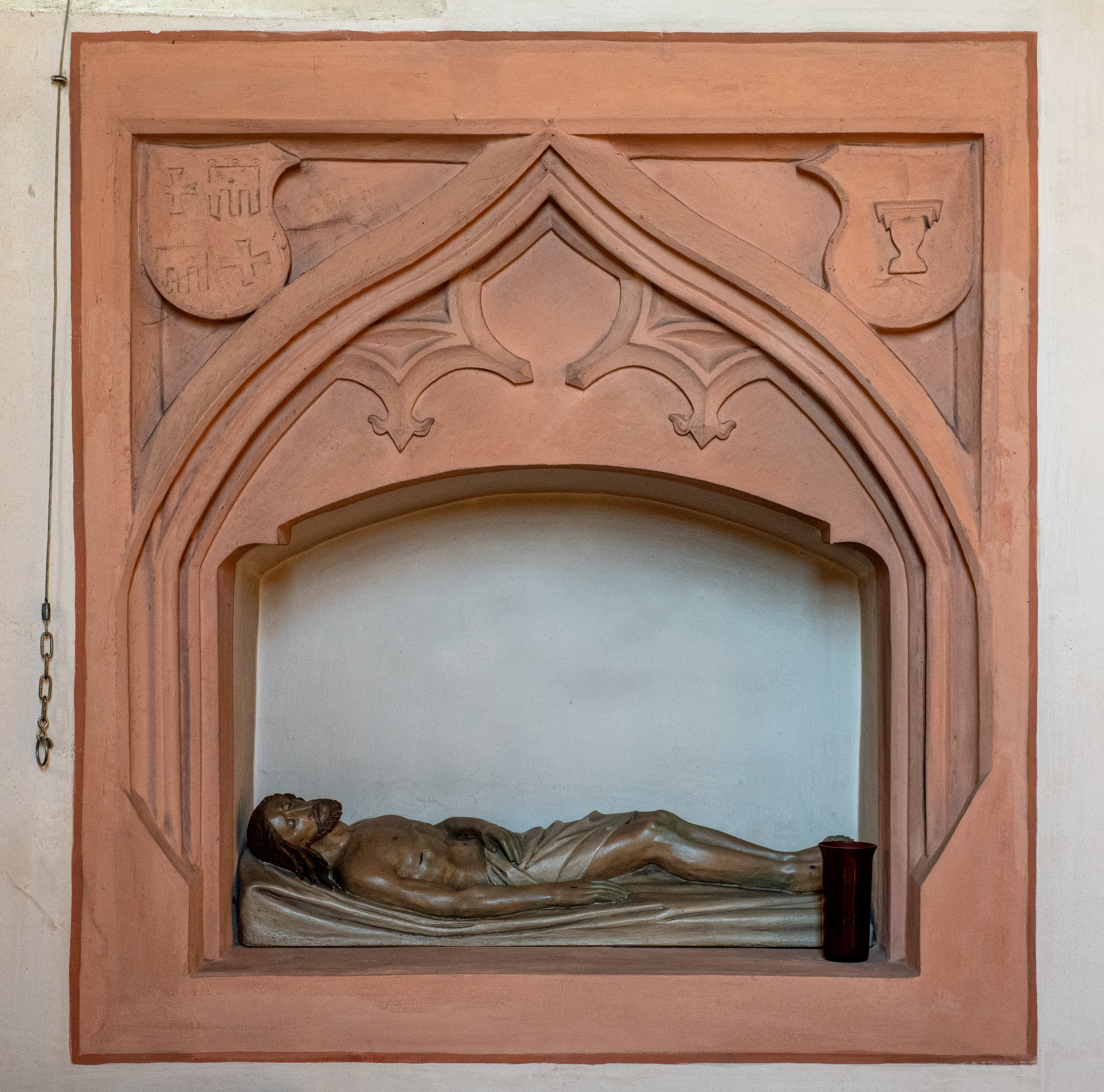
Das Heilige Grab
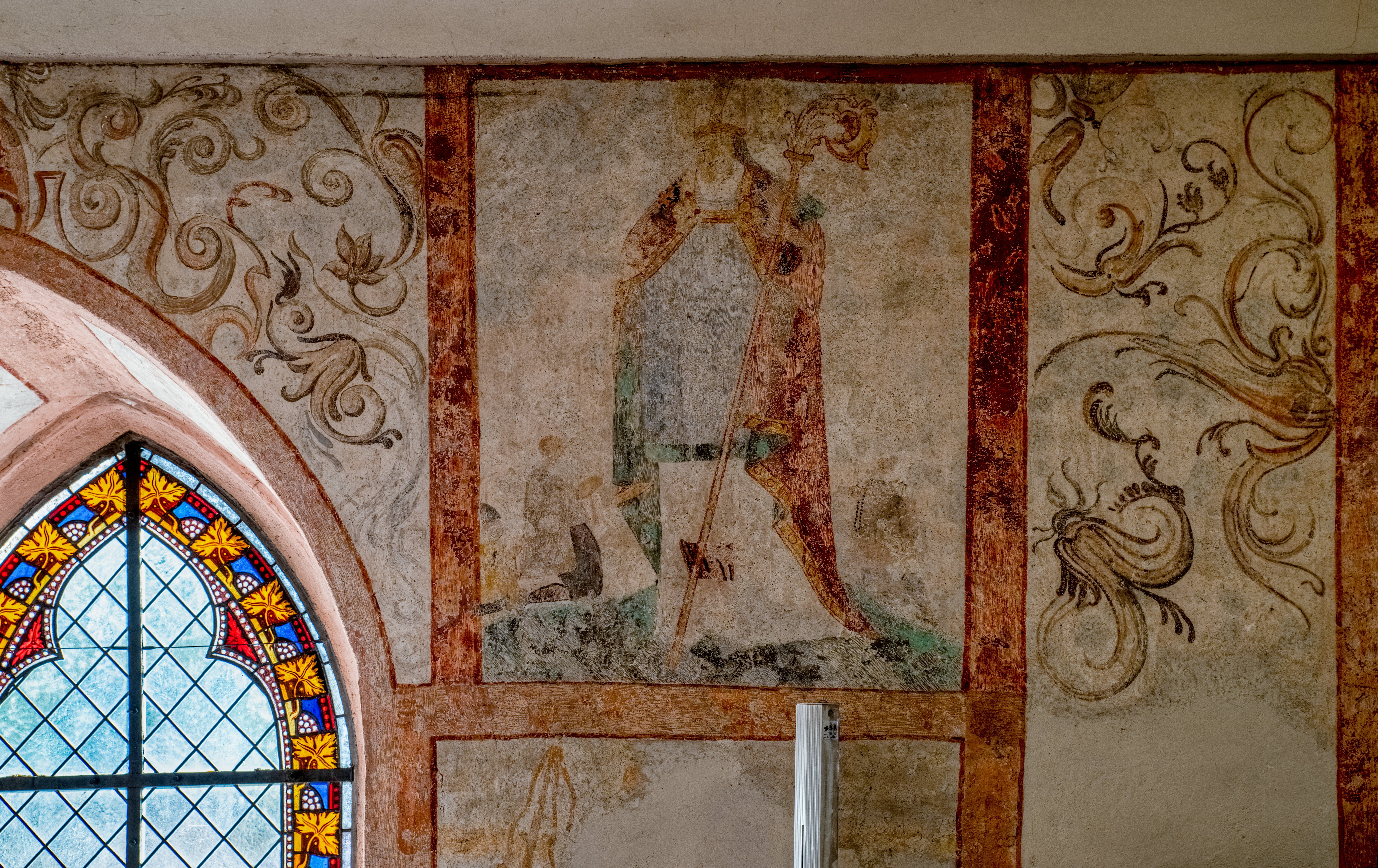
Wandmalerei, möglicherweise Bischof Apollinaris

### Altäre
Die übrige Ausstattung ist barock. Wer die Architektur der Altäre angefertigt hat, ist unbekannt. Den Hochaltar prägt ein großes Ölbild des Sebastiansmartyriums. Daneben stehen Statuen der heiligen Apollinaris und Maurus, die einzigen Werke der Kirche, deren Künstler man kennt: Johann Baptist Sellinger. Das Schlatter Kirchenbuch berichtet: „Vor die 2 Statuen SS. Apollinaris M. Mauri Abb. Herren Joan. Baptist Sellinger bildhauer in Freyburg 9 sester Waitzen a 90 xer macht 7 fl. 30 xer.“ Neben dem Tabernakel schweben zwei barocke Leuchterengel. Die hölzerne, ungefasste Kanzel von 1732 ist mit Intarsien verziert, die Ornamente sind goldfarben. Am Korb stehen, weiß gehalten, die vier Evangelisten. Es ist nicht sicher, ob die Kanzel für die Kirche in Schlatt geschaffen wurde, oder erst später aus einer anderen Kirche hierher gelangt ist.

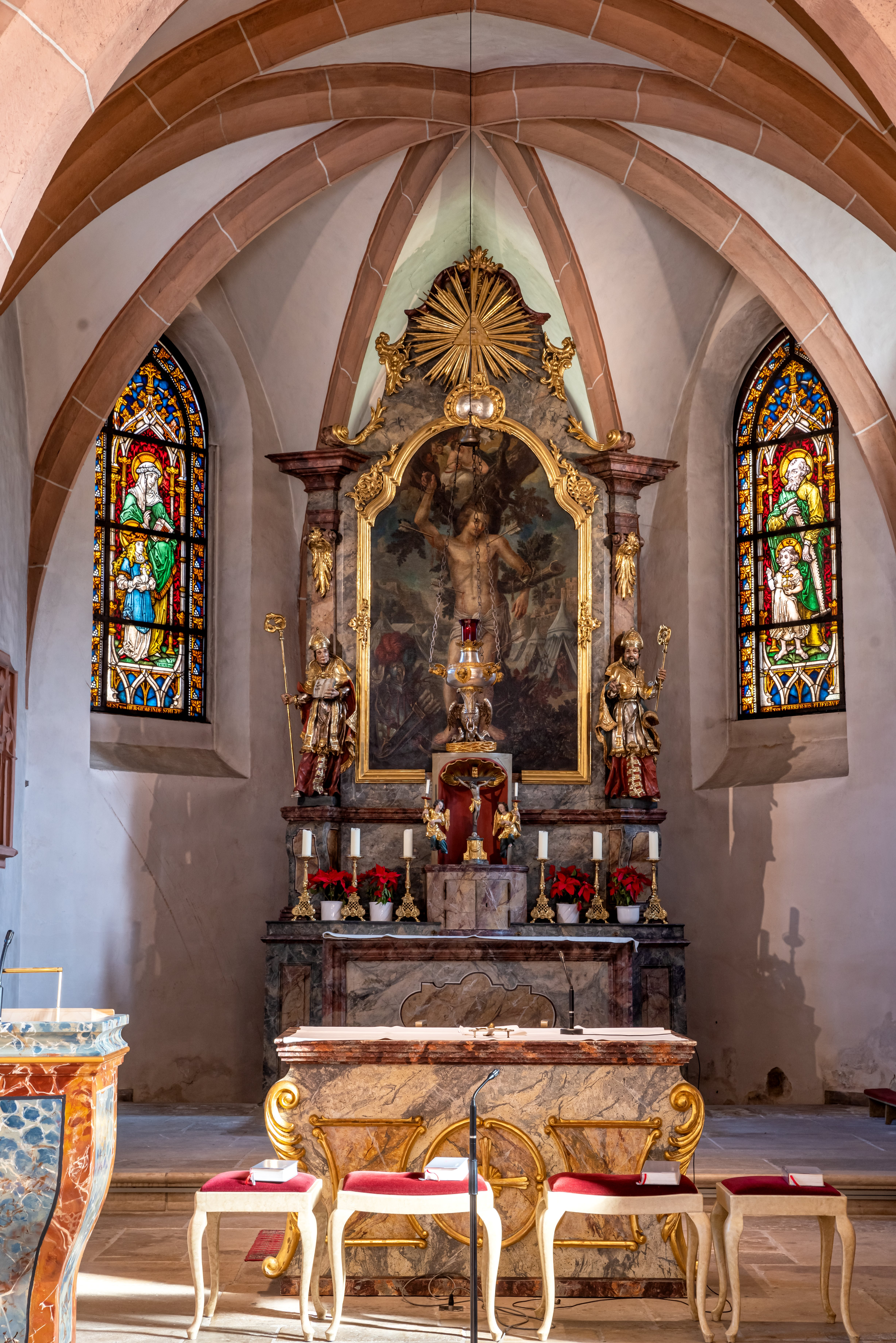
Der Hochaltar
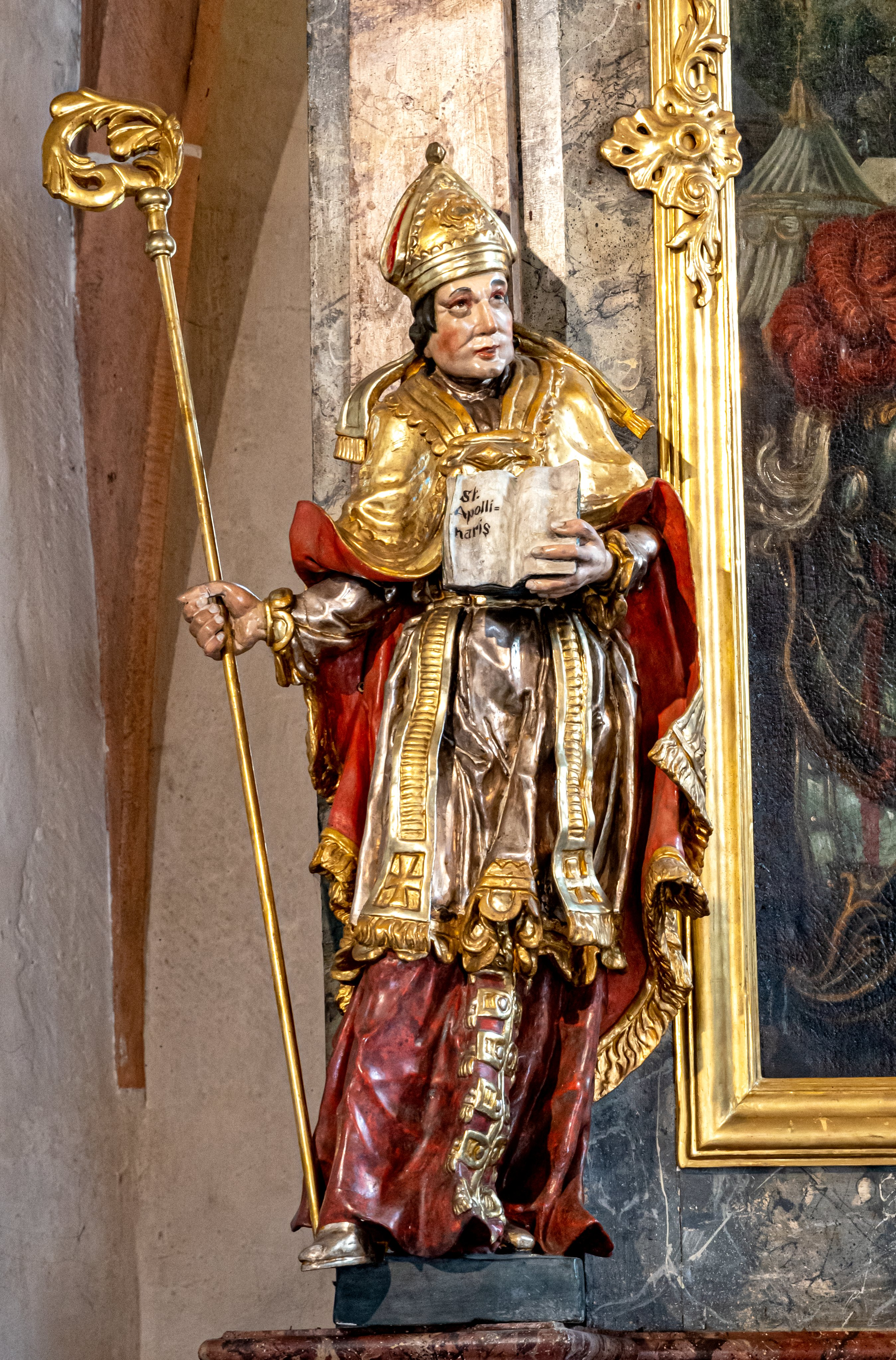
Der hl. Apollinaris
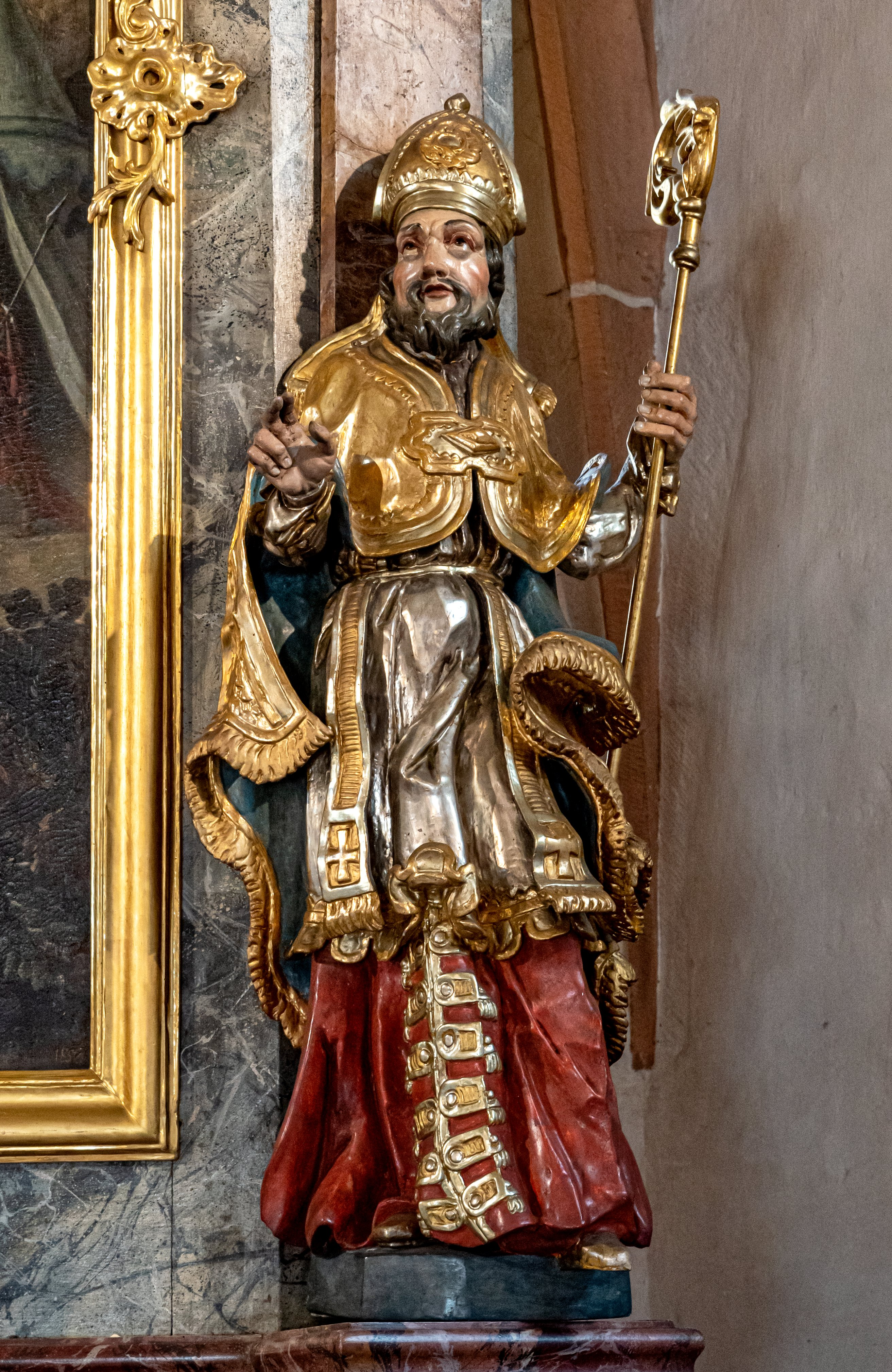
Der hl. Maurus
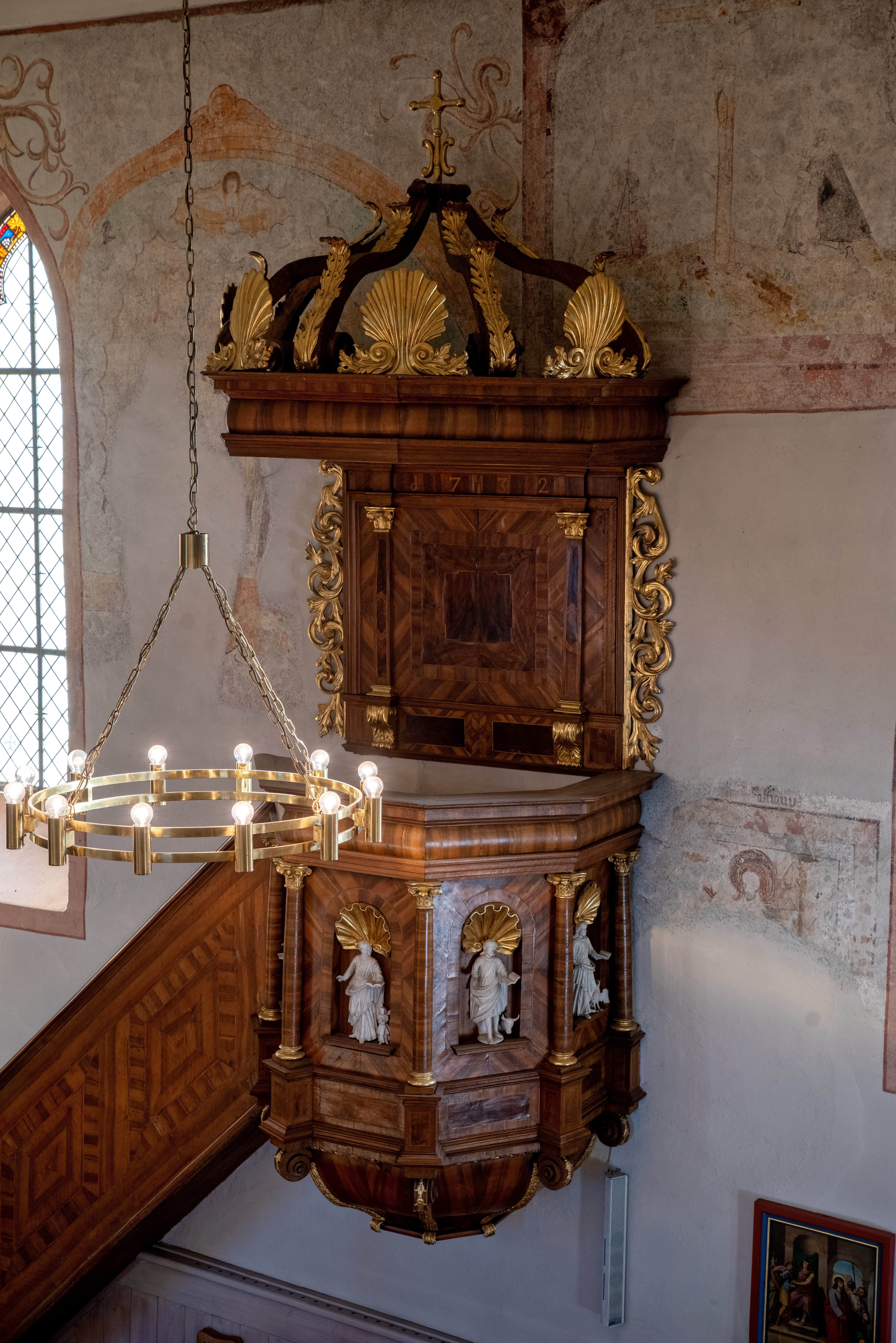
Die Kanzel vor Resten der Wandmalerei

Wer die Seitenaltäre geschaffen hat, ist nicht bekannt. Der linke trägt eine Statue der Maria Immaculata von 1748. Das Oberbild zeigt die Dreifaltigkeit. Im rechten Seitenaltar ist eine Figur des heiligen Apollinaris zu sehen, bezeichnet durch die Unterschrift: „Sebastian und Cleva Bloser / Stifter des heiligen Apollinaris“. Das Oberbild zeigt, wie der Sage nach der heilige Fridolin den Ursus, der ihm einen großen Teil des Glarnerlandes in der heutigen Schweiz geschenkt hatte, wieder zum Leben erweckt hat, damit er die Schenkung gegen dessen Bruder Landolf bezeuge, der die Schenkung nicht anerkennen wollte. Landolf sei, als er seinen bereits in Verwesung übergegangenen Bruder vor Gericht erscheinen sah, so beeindruckt worden, dass er Fridolin auch seinen Teil des Glarnerlandes schenkte. Das Bild in Schlatt ist ikonographisch bemerkenswert: „Der Knochenmann Ursus trägt einen veritablen Bart!“

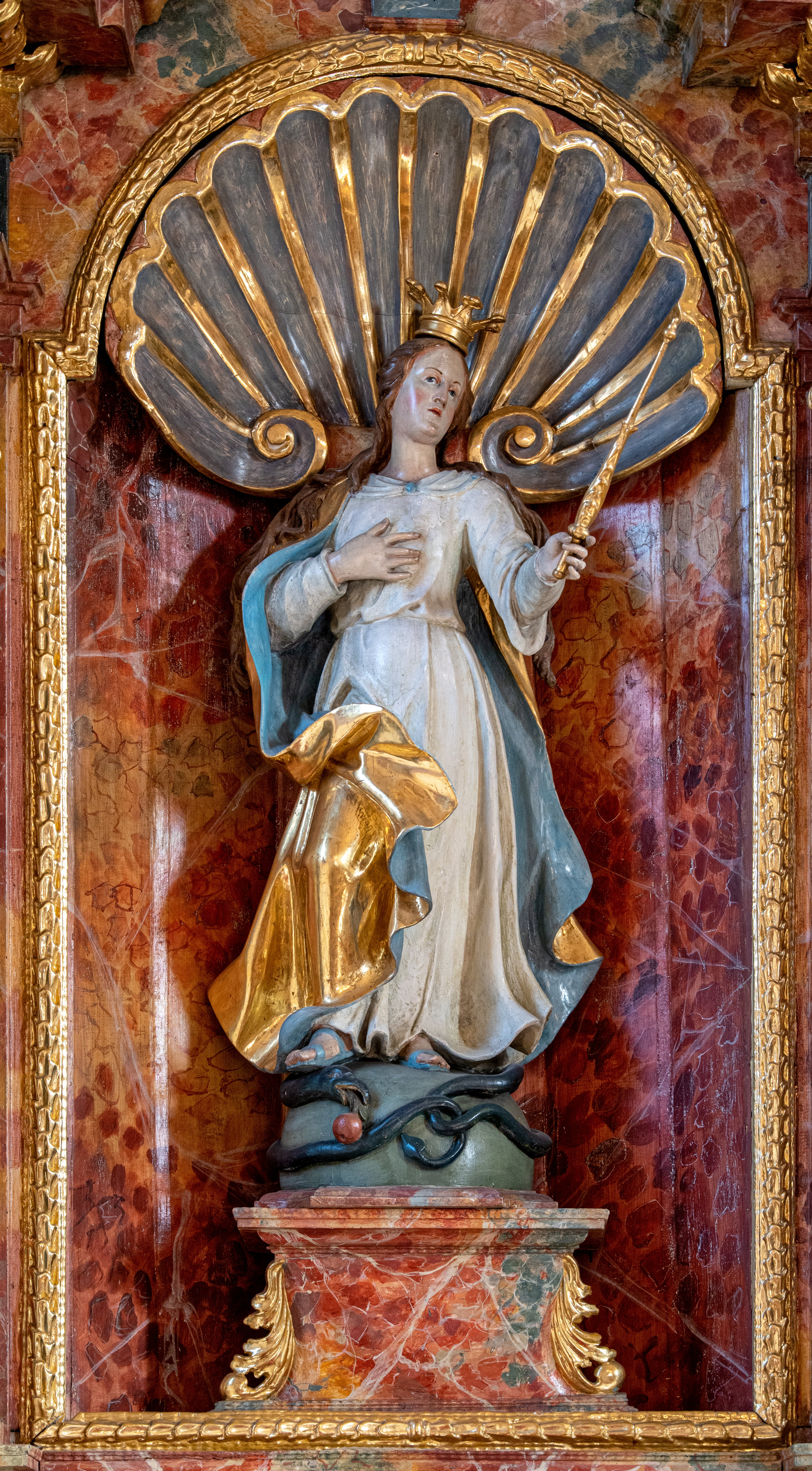
Immaculata-Altar
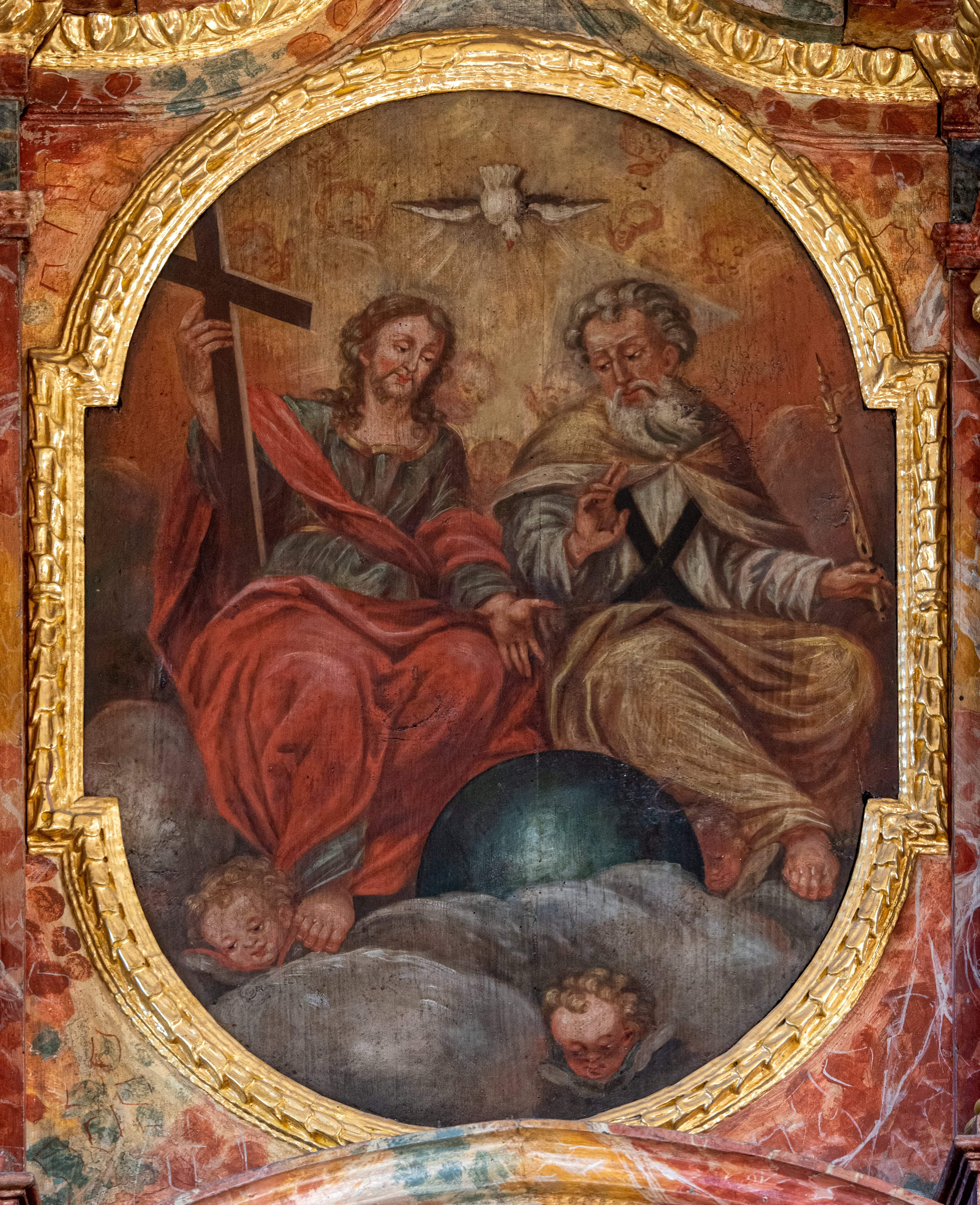
Oberbild des Immaculata-Altars
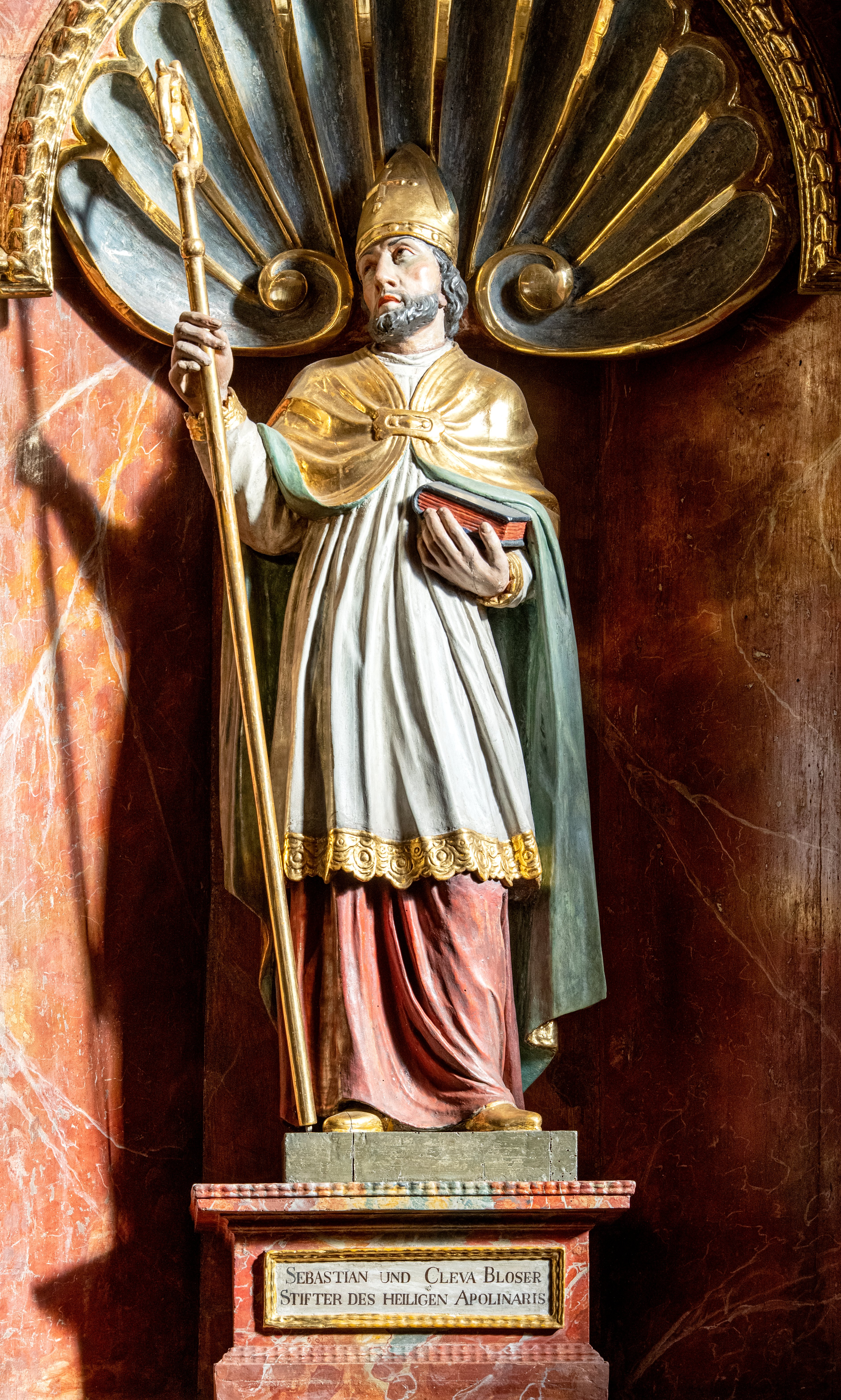
Apollinaris-Altar
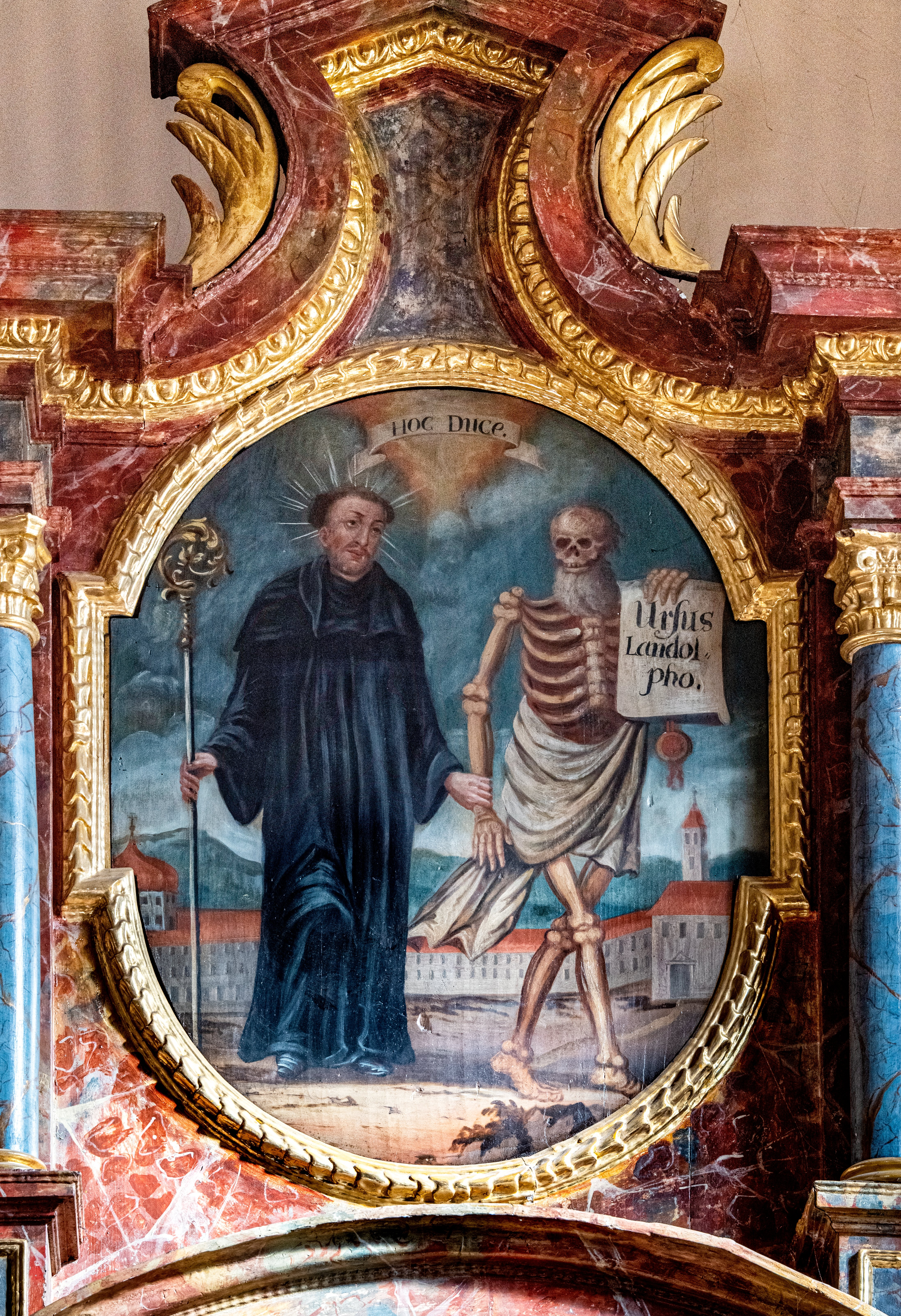
Oberbild des Apollinaris-Altars

Vier bemerkenswerte, holzgeschnitzte Vortragestangen von 1758 sind links und rechts an den Wänden des Chores befestigt. Sie sind reich verziert und zeigen je drei kleine Heiligenfiguren.

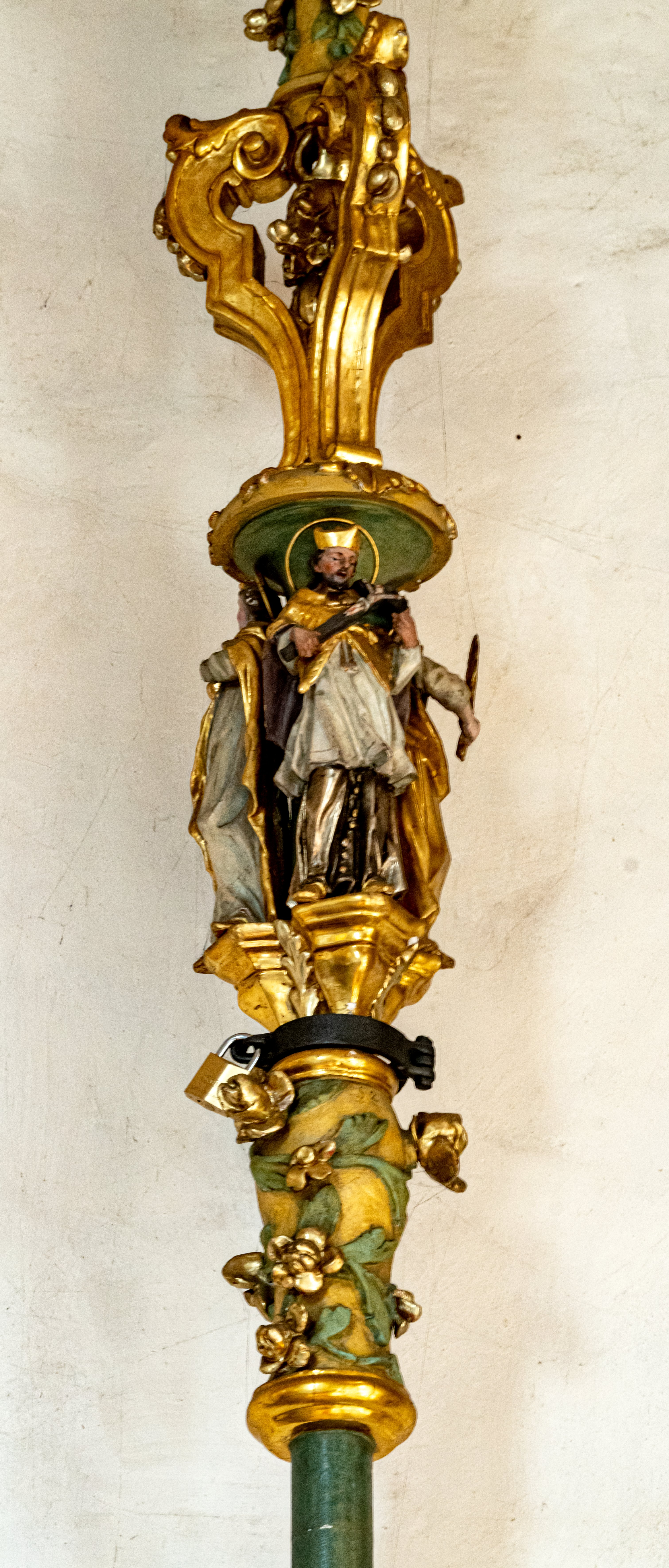
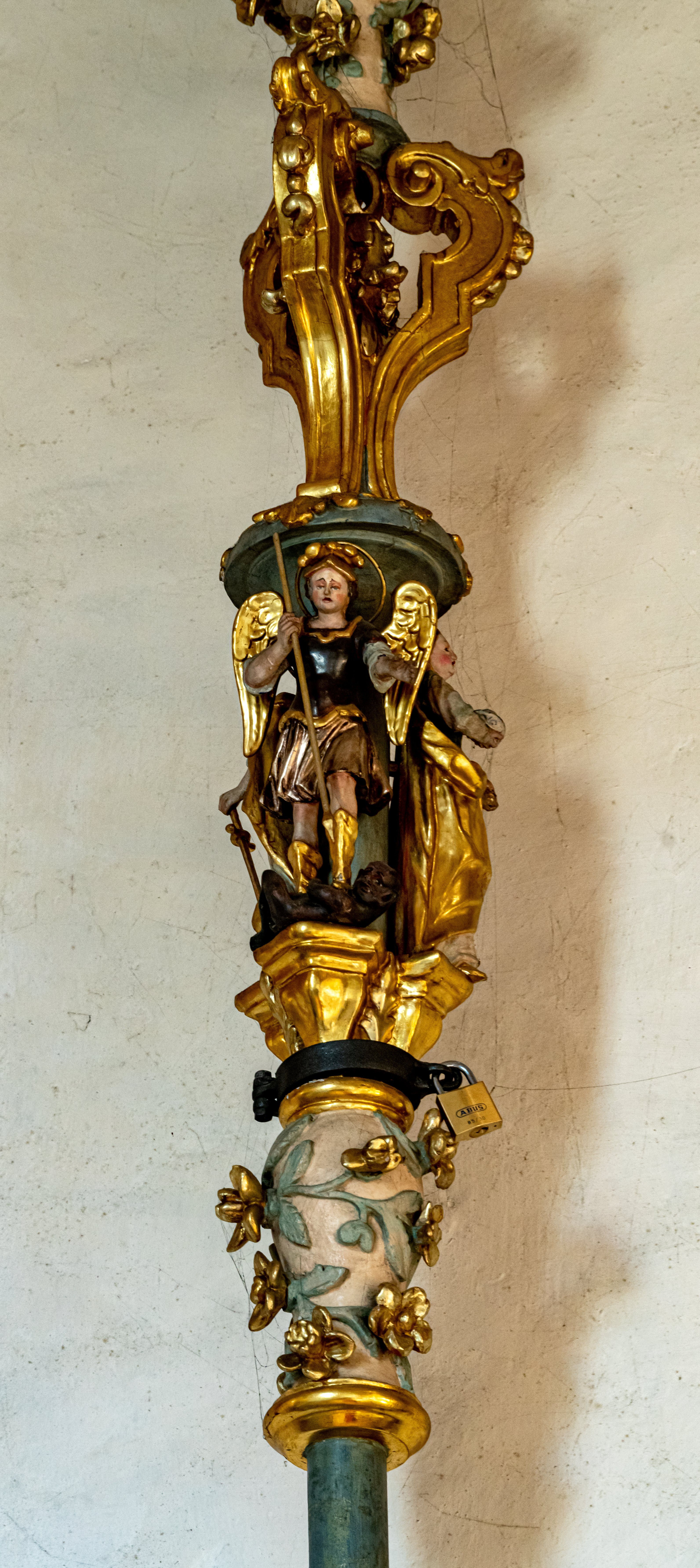
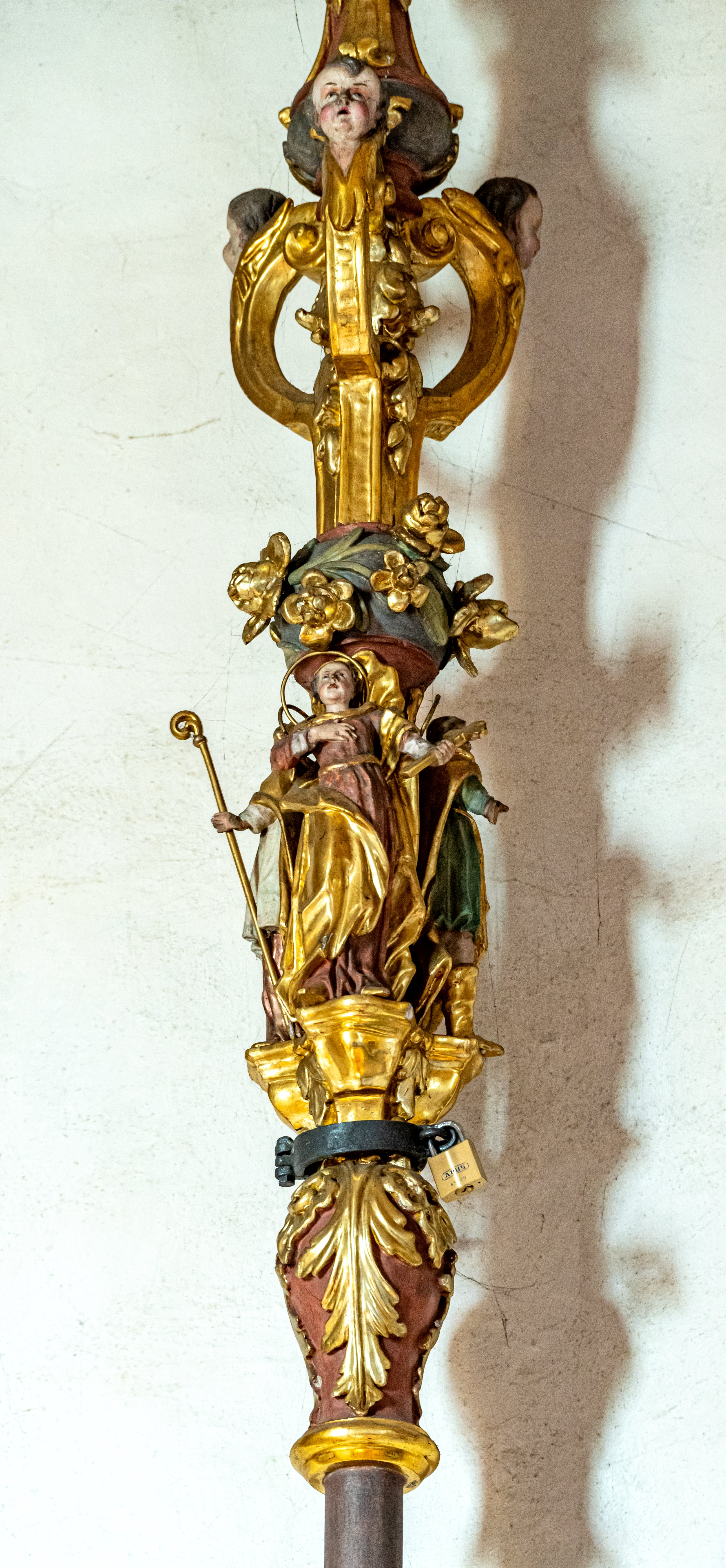
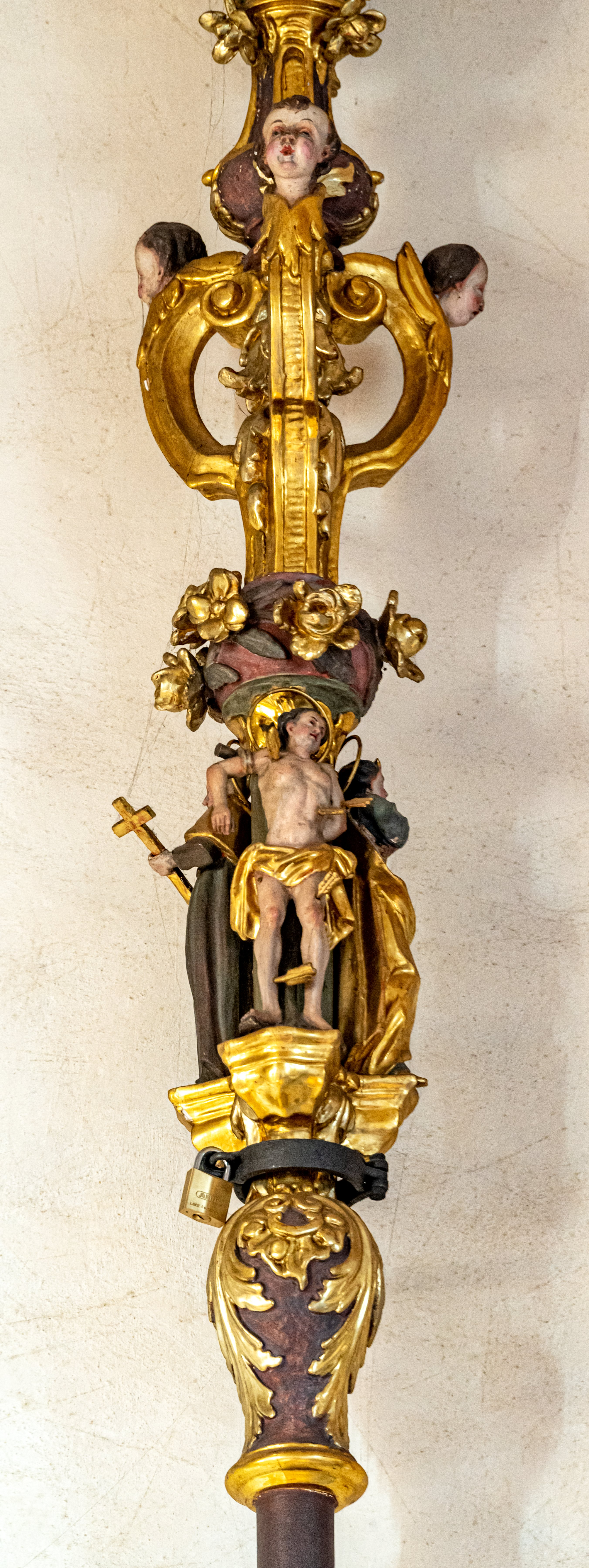

### Orgel

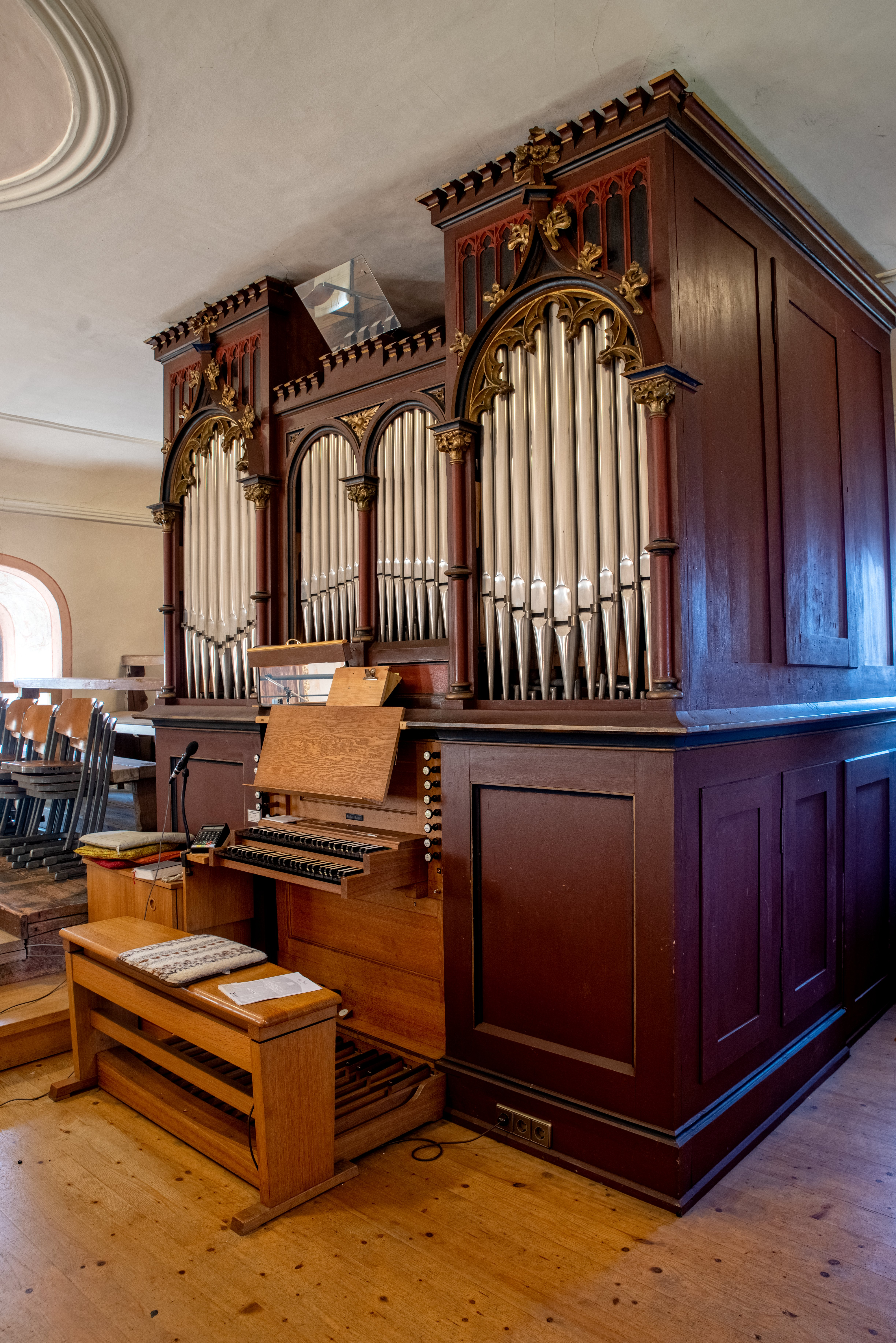
Das Orgelgehäuse von Wilhelm Schwarz & Sohn

Eine Orgel wird erstmals 1760 erwähnt, als ein altes Instrument aus der alten Kirche in Heitersheim gekauft wurde. 250 Gulden und 13 Kreuzer musste die Gemeinde dafür aufwenden. 1816 lieferte Xaver Bernauer aus Staufen eine neue Orgel, deren Disposition nicht mehr bekannt ist. Der heutige, neoromanisch-neogotische Prospekt stammt von einer 1888 von der Firma Wilhelm Schwarz & Sohn gebauten Orgel, in die 1993 von der in Schlatt begründeten Firma Fischer & Krämer Orgelbau ein neues Spielwerk eingebaut worden ist. Das Instrument besitzt 14 Register, die Spiel- und Registertraktur ist rein mechanisch.
| I Hauptwerk C–f3 |               |    |
| 1.               | Prinzipal     | 8′ |
| 2.               | Holzflöte     | 8′ |
| 3.               | Salicional    | 8′ |
| 4.               | Oktave        | 4′ |
| 5.               | Traversflöte  | 4′ |
| 6.               | Oktave        | 2′ |
| 7.               | Mixtur III–IV | 2′ |
|                  | Tremulant     |    |

| II. Manualwerk C–d1 |               |         |
| 8.                  | Gedackt       | 8′      |
| 9.                  | Rohrflöte     | 4′      |
| 10.                 | Flageolett    | 2'      |
| 11.                 | Nasard        | 2 ⁄3′ / |
|                     | Terz          | 1 3⁄5′  |
|                     | Halbzug 2 ⁄3′ |         |
| 0                   |               |         |
|                     | Tremulant     |         |

| Pedal C–d1 |           |     |
| 12.        | Subbass   | 16′ |
| 13.        | Oktavbass | 8′  |
| 14.        | Flöte     | 4′  |

- Koppeln: II/I, I/P, II/P

## Glocken
Im seitlich an den Chorraum gestellten Glockenturm hängt in einem neuen hölzernen Glockenstuhl ein vierstimmiges Glockengeläut aus Bronze. Zwei Glocken sind historisch, zwei stammen aus dem 20. Jahrhundert.
| Glocke | Gussjahr | Gießer, Gussort             | Durchmesser | Gewicht  | Schlagton |
| ------ | -------- | --------------------------- | ----------- | -------- | --------- |
| 1      | 1961     | F. W. Schilling, Heidelberg | 1233 mm0    | 1270 kg0 | e'+-0     |
| 2      | 1820     | Gebrüder Bayer, Freiburg    | 960 mm      | 624 kg   | gis'-2    |
| 3      | 1983     | Karlsruher Glockengießerei  | 855 mm      | 425 kg   | h'+-0     |
| 4      | 1725     | H. H. Weidnauer (IV), Basel | 760 mm      |          | cis"-2    |